# جبال أم الفحم
جبال أم الفحم، هي امتداد لسلسلة جبال نابلس التي تمتد شمالاً حتى مرج بن عامر وهي مكونة من العديد من المُرتفعات والتلال المُحيطة بالبلدة من كل جوانبها، ولعل أهمها وأشهرها هو جبل إسكندر، حيث يصل ارتفاعه إلى 520 فوق سطح البحر، وهو بهذا يُشكِّل أعلى قمة في منطقة المثلث وأعلى قمة من قمم جبال نابلس المُحيطة بمرج بن عامر، وهو بالتالي يُشرف على مناطق واسعة الأرجاء وممتدة المسافات، سواءً كان ذلك في مرج بن عامر أو جبال نابلس ومناطق وقرى الضفة الغربية، أو جبل الكرمل وحتى الشاطئ عند قيسارية، مما كان له الأثر والدور الأساسي والتاريخي والعسكري لهذه المنطقة.

## تاريخ

### معركة سلسلة جبال أم الفحم اليامون
كانت هذه المعركة قد حصلت في أوائل آذار سنة 1938م، كانت ممتدة من منطقة بيدر دباله وإسكندر فسلسلة الجبال التي تمتد حتى اليامون، كان يقودها الشيخ عطية بعد أن وحدّ الفصيلين قيادة فصيلة وقيادة الشيخ فرحان السعدي الذي أُلقى عليه القبض واعدم في 22 نوفمبر عام 1937م، كانت هذه المعركة شرسة صمد فيها الثوار ساعاتٍ طوال، ولم ينسحبوا، بل إنسحب الجيش البريطاني في المساء، واستشهد فيها الشيخ عطية الذي أبى الانسحاب واستشهد معه ثلاثة عشرة شهيداً لقد قادَ الشيخ عطية المعركة بقلبٍ شُجاع وبعد إستشهاده حصلَ فراغ بالقيادة ولما بلغ الخبر إلى دمشق التي كانت تُدار فيها شؤون الثورة من بعض زعماء فلسطين القسم العسكري الذي يُديره محمد المعشر، والقسم المالي والسياسي كانت تحت إدارة معين الماضي ورفيق التميمي، فقد أرسلوا رسولاً إلى الثوار بأن يختاروا واحدًا من إثنين علي الفارس أو يوسف سعيد أبو درة، ولما كان أبو درة أكبر سنًا أقدم بالثورة ومن رفاق القسام، تنازل علي الفارس لأبي درة وأن يكون هو الرجل الثاني.

## مواضيع ذات صلية
- مدينة أم الفحم
- جبل إسكندر